# 가와누마군

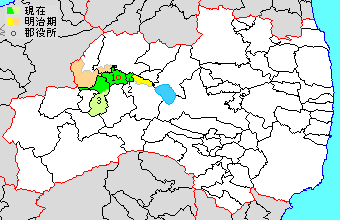
가와누마 군의 위치

가와누마군(일본어: 河沼郡, かわぬまぐん)은 일본 후쿠시마현 서부(이와시로국)의 군이다.
인구 19,277명, 면적 283.78km², 인구밀도 67.9명/km².(2025년 3월 1일, 추계인구)
이하 2정 1촌으로 구성된다.
- 아이즈반게정(会津坂下町)
- 야나이즈정(柳津町)
- 유가와촌(湯川村)

## 역사
- 2005년 11월 1일 - 가와히가시 정이 아이즈와카마쓰시에 편입되었다.